# Serianus argentinae
Serianus argentinae är en spindeldjursart som beskrevs av William B. Muchmore 1981. Serianus argentinae ingår i släktet Serianus och familjen Garypinidae. Inga underarter finns listade i Catalogue of Life.